# Valter Skarsgård
Valter Odd Skarsgård (født 25. oktober 1995 i Stockholm) er en svensk skuespiller.

## Privatliv
Valter Skarsgård er søn af skuespilleren Stellan Skarsgård og hans første kone My. Han har syv søskende, Alexander, Gustaf, Sam, Bill og Eija fra sin fars første ægteskab. Yderligere har han to halvbrødre.
Valter Skarsgård er student fra St. Eriks Gymnasium i Stockholm.

## Udvalgt filmografi
- At dræbe et barn (kortfilm, 2003)
- Detaljer (2003)
- Arn: Tempelridderen (2007)
- Arn - riget ved vejens ende (2008)
- IRL (2013)
- Forbandet (tv-serie, 2016-2018)
- Småstaden (tv-serie, 2017)
- Lords of chaos (2018)
- Inden vinteren kommer (2018)
- Mord i Skærgården (tv-serie, 2020)
- Zebrarummet (tv-serie, 2021)
- Katla (tv-serie, 2021)
- Beck (tv-serie, 2021-)
- The Playlist (tv-serie, 2022)
- STHLM Blackout (tv-serie, 2024)